# One Last Try
One Last Try är Misconducts tredje studioalbum, utgivet på Bad Taste Records 2001.

## Låtlista
1. "You're the Reason"
2. "I Believe"
3. "Streets of Glory"
4. "Hardcore Lifestyle"
5. "No Regrets"
6. "Eternal Flame"
7. "This Is My Way"
8. "Speak the Truth"
9. "United as One"
10. "One Last Try"
11. "Pushed Aside"
12. "Words of Anger, Words of Fear"
13. "Not the Same"
14. "Tribute"

### Fotnoter
1. ↑  ”One Last Try”. Bad Taste Records. Arkiverad från originalet den 25 maj 2012. https://archive.is/20120525181158/http://www.badtasterecords.se/records.asp?id=46. Läst 8 januari 2012.